# Aname distincta
Aname distincta är en spindelart som först beskrevs av William Joseph Rainbow 1914.  Aname distincta ingår i släktet Aname och familjen Nemesiidae.
Artens utbredningsområde är Queensland. Inga underarter finns listade i Catalogue of Life.